# Liste der palästinensischen Vorschläge für die Oscar-Nominierung in der Kategorie bester internationaler Film
Die Liste der palästinensischen Vorschläge für die Oscar-Nominierung in der Kategorie bester internationaler Film (bis 2019 bester fremdsprachiger Film) führt alle für die Palästinensische Autonomiegebiete bei der Academy of Motion Picture Arts and Sciences (AMPAS) für die Kategorie des besten internationalen Film eingereichten Filme.
Seit 1948 wird bei den Oscars alljährlich auch ein fremdsprachiger Film geehrt. Von 1948 bis 1956 geschah dies in Form eines Spezial- bzw. Ehrenoscars. Eine eigene Kategorie mit fünf Nominierungen, wie in den übrigen regulären Kategorien, wurde im Jahr 1957 geschaffen. Seit 2007 wird in einem zweistufigen Verfahren aus allen zugelassenen Einreichungen der vorschlagsberechtigten Länder eine Vorauswahl getroffen. Ein Komitee aus Mitgliedern der Academy nominiert neun Filme, die auf einer Short-List veröffentlicht werden. Aus diesen Vorschlägen werden die fünf Nominierungen ausgewählt.
Im Jahr 2002 fragten die Palästinensische Autonomiegebiete die AMPAS an, ob sie ihren Film Göttliche Intervention – Eine Chronik von Liebe und Schmerz als offiziellen Beitrag einreichen können. Die AMPAS teilte zunächst mit, dass der Film nicht als Beitrag akzeptiert wird, da international Palästina nicht als Land anerkannt ist und der Film nicht regelkonform von einer nationalen Jury ausgewählt wurde. Die Entscheidung das Land aufgrund der Basis seiner Nationalität auszuschließen, brachte eine Kontroverse mit sich. Zuvor wurden auch Beiträge anderer Entitäten ohne internationale Anerkennung akzeptiert, darunter Hongkong, Puerto Rico und Taiwan, die mehrfach in der Kategorie nominiert wurden. Ein Jahr später hob die AMPAS ihre Entscheidung auf, sodass der Film am Wettbewerb teilnahm. Nominiert wurde der Film für den Preis allerdings nicht. Seitdem wurden 15 weitere Filme eingereicht, wobei die Filme Paradise Now  und Omar nominiert wurden. Eine Auszeichnung mit dem Preis konnte allerdings nicht erreicht werden.

## Palästinensische Vorschläge
| Jahr der Verleihung | Film                                                        | Originaltitel                                      | Sprache(n)                                 | Regisseur(e)               | Produktionsland                                                                              | Ergebnis        |
| ------------------- | ----------------------------------------------------------- | -------------------------------------------------- | ------------------------------------------ | -------------------------- | -------------------------------------------------------------------------------------------- | --------------- |
| 2004                | Göttliche Intervention – Eine Chronik von Liebe und Schmerz | Yadon ilaheyya                                     | Arabisch, Hebräisch, Englisch              | Elia Suleiman              | Frankreich, Marokko, Deutschland, Palästina                                                  | Nicht Nominiert |
| 2005                | The Olive Harvest                                           | The Olive Harvest                                  | Arabisch                                   | Hanna Elias                | Palästina, Vereinigte Staaten, Israel                                                        | Nicht Nominiert |
| 2006                | Paradise Now                                                | Al-Dschanna al-ān                                  | Palästinensisch-Arabisch, Englisch         | Hany Abu-Assad             | Palästina, Niederlande, Israel, Deutschland, Frankreich                                      | Nominiert       |
| 2009                | Das Salz des Meeres                                         | Milḥ Hāḏā l-Baḥr                                   | Arabisch                                   | Annemarie Jacir            | Palästina, Frankreich, Belgien, Spanien, Schweiz                                             | Nicht Nominiert |
| 2013                | When I Saw You                                              | Lamma shoftak                                      | Arabisch, Englisch                         | Annemarie Jacir            | Palästina, Jordanien, Griechenland, Vereinigte Arabische Emirate                             | Nicht Nominiert |
| 2014                | Omar                                                        | Umar                                               | Arabisch, Hebräisch                        | Hany Abu-Assad             | Palästina                                                                                    | Nominiert       |
| 2015                | Mit den Augen eines Diebes                                  | Les yeux D'un voleur                               | Arabisch                                   | Najwa Najjar               | Palästina, Frankreich, Algerien                                                              | Nicht Nominiert |
| 2016                | The Wanted 18                                               | The Wanted 18                                      | Arabisch, Hebräisch, Englisch, Französisch | Paul Cowan, Amer Shomali   | Palästina, Kanada, Frankreich                                                                | Nicht Nominiert |
| 2017                | Ein Lied für Nour                                           | Ya tayr el tayer                                   | Arabisch, Spanisch                         | Hany Abu-Assad             | Palästina, Vereinigtes Königreich, Niederlande, Katar                                        | Nicht Nominiert |
| 2018                | Wajib - Hochzeit in Nazareth                                | Wajib                                              | Palästinensisch-Arabisch                   | Annemarie Jacir            | Palästina, Frankreich, Kolumbien, Deutschland, Katar, Vereinigte Arabische Emirate, Norwegen | Nicht Nominiert |
| 2019                | Geisterjagd                                                 | Ghost Hunting                                      | Arabisch                                   | Raed Andoni                | Palästina, Frankreich, Schweiz, Katar                                                        | Nicht Nominiert |
| 2020                | Vom Gießen des Zitronenbaums                                | It Must Be Heaven                                  | Französisch, Englisch, Arabisch            | Elia Suleiman              | Frankreich, Deutschland, Kanada, Palästina, Türkei                                           | Nicht Nominiert |
| 2021                | Gaza mon amour                                              | Gaza mon amour                                     | Arabisch                                   | Arab Nasser, Tarzan Nasser | Palästina, Frankreich, Deutschland, Portugal, Katar                                          | Nicht Nominiert |
| 2022                | Al Garib                                                    | al-Gharīb                                          | Palästinensisch-Arabisch                   | Ameer Fakher Eldin         | Palästina, Syrien, Deutschland, Katar                                                        | Nicht Nominiert |
| 2023                | Mediterranean Fever                                         | Mediterranean Fever                                | Arabisch, Hebräisch, Englisch              | Maha Haj                   | Deutschland, Frankreich, Zypern, Palästina, Katar                                            | Nicht Nominiert |
| 2024                | Bye Bye Tiberias                                            | Bye Bye Tibériade                                  | Französisch, Arabisch                      | Lina Soualem               | Belgien, Palästina, Frankreich, Katar                                                        | Nicht Nominiert |
| 2025                | From Ground Zero                                            | qiṣaṣ ghayr maḥkiyya min Ghazza min al-masāfa ṣifr | Palästinensisch-Arabisch                   | 22 verschiedene            | Palästina, Frankreich, Jordanien, Katar, Vereinigte Arabische Emirate                        | Shortlist       |